# Albert Sarraut
Albert Sarraut (Bordeaux, 1872. július 28. – Párizs, 1962. november 26.) francia jogász, politikus, a Harmadik Francia Köztársaság 74. és  81. miniszterelnöke.

## Pályafutása
Jogot végzett, belépett a radikális pártba, majd a gyarmatok és tengerentúli Franciaország szakértője lett. Francia Indokína kormányzója volt 1911 és 1914, valamint 1917 és 1919 között. Liberális módon igazgatta a területet, fejlesztette a közlekedést, az öntözési rendszert és lehetővé tette a helyi lakosoknak, hogy francia iskolában tanulhassanak.
1902 áprilisában Aude nemzetgyűlési képviselőjévé választották, mandátumát 1924 májusáig megtartotta. 1925-26-ban Franciaország törökországi nagykövete volt Ankarában, 1926 és 1940 között pedig a szenátusban képviselte Aude megyét.
Georges Clemenceau első kormányában belügyi államtitkár helyettes volt. 1907-ben lemondott, mert szolidaritást vállalt a dél-franciaországi sztrájkoló szőlőművelőkkel. 1920 és 24 között többször állt a gyarmatügyi minisztérium élén. Kiállt a gyarmatok fejlesztése mellett, visszautasította azt az nézetet, amely szerint ezek a területek csupán birtokok, szerzemények. 1926 és 1928 között 
Raymond Poincaré negyedik kormányában belügyminiszter.
1933 októberétől 29 napig állt a kormány élén, majd 1934-ben Gaston Doumergue második kormányában belügyminiszter. Október 9-én meggyilkolták Marseille-ben Louis Barthou-t és I. Sándor jugoszláv királyt, Sarraut azonnal lemondott.
1936. január 24-én ismét kormányt alakított. Január 27-én ratifikáltatta a francia–szovjet kölcsönös segélynyújtási szerződést. Válaszul Hitler utasítására a Wehrmacht egységei bevonultak a demilitarizált Rajna-vidékre március 7-én, megsértve a versailles-i békeszerződést.
Sarraut a Népfront győzelme után lemondott. 1940-ben Paul Reynaud kormányában volt közoktatási miniszter. 1944-ben letartóztatták a németek és elvitték Hamburg mellé a Neuengamme koncentrációs táborba. 
1947-ben tagja, 1949 és 1958 között pedig elnöke volt az Assemblée de l'Union française-nek. 1953-ban a Francia Szépművészeti Akadémia felvette tagjai közé.

## Írásai
- La Mise en valeur des colonies françaises, 1923
- Indochine, „Images du monde”, 1930
- Grandeur et servitude coloniales, 1931

## Kapcsolódó szócikk
- Franciaország miniszterelnökeinek listája